# Frano Vićan
Frano Vićan (Dubrovnik, 24 de janeiro de 1976) é um jogador de polo aquático croata, campeão olímpico.

## Carreira
Vićan representou a Croácia em quatro edições de Jogos Olímpicos: 2000, 2004, 2008 e 2012. Na sua última aparição, em Londres, sagrou-se campeão olímpico.